# Dornbusch (Drochtersen)
Dornbusch ist ein Ortsteil der Gemeinde Drochtersen im niedersächsischen Landkreis Stade.

## Geografie und Verkehrsanbindung
Der Ort liegt nordwestlich des Kernbereichs von Drochtersen an der Landesstraße L 111 zwischen Wischhafen-Neuland und Drochtersen-Nindorf.
Nordwestlich verläuft die B 495. Am östlichen Ortsrand fließt die Wischhafener Süderelbe. Die Elbe fließt weiter entfernt östlich. Östlich verläuft auch die Landesgrenze zu Schleswig-Holstein.
Zusammen mit Krautsand, Drochtersen und Assel wird der Ort Dornbusch durch das Ruthenstromsperrwerk, das im Jahr 1978 in Betrieb genommen wurde, vor dem Hochwasser der Elbe geschützt.

## Sport
Der FC Wischhafen/Dornbusch ist ein Gemeinschaftsverein aus Wischhafen und Dornbusch und nimmt am fußballerischen Ligabetrieb teil.
Mit dem SV Dornbusch hat das Dorf zudem seinen eigenen Sportverein.

## Persönlichkeiten
- Hermann Hagenah (Bremervörde) (1833–1923), Mühlenbesitzer, Senator und Ehrenbürger in Bremervörde, in Dornbusch aufgewachsen